# Paquetá (Brazilië)
Paquetá is een gemeente in de Braziliaanse deelstaat Piauí. De gemeente telt 4.686 inwoners (schatting 2009).